# Patricia Aakhus
Patricia "Patty" Aakhus (17 de mayo de 1952-16 de mayo de 2012), también conocida por su nombre de soltera y pseudónimo, Patricia McDowell, fue una novelista estadounidense y directora de Estudios Internacionales en la University of Southern Indiana. Se especializó en temas irlandeses y obtuvo el premio de «Best Imaginative Literature» del Readercon en 1990, así como el galardón Cahill por su obra The Voyage of Mael Duin's Curragh.

## Biografía
McDowell nació en Los Ángeles en 1952, hija del matrimonio conformado por Lowell y Betsy (nêe Nichols) McDowell. Después de obtener un título de grado en la University of California, Santa Cruz, cursó la maestría en administración pública en la Norwich University.
Su primera novela, The Voyage of Mael Duin's Curragh, cuenta de manera dramática la antigua leyenda irlandesa de Máel Dúin, el hijo adoptado de la viuda de un cacique que por accidente descubre su verdadero origen: su madre está loca y vive en una caverna, mientras que su padre fue asesinado por guerreros vikingos. Tal revelación lo lleva a querer buscar venganza, y construye una embarcación tipo currach, con la cual espera llegar al territorio vikingo acompañado de dieciséis hombres. Sin embargo durante su travesía son sorprendidos por una tormenta antes de llegar a su destino, y transportados a unas islas místicas que le permiten a la autora Aakhus incrementar la temática fantástica en su obra, conforme la narrativa va adquiriendo una visión profética. Otras de sus publicaciones incluyen Astral Magic in the Renaissance: Gems, Poetry and Patronage of Lorenzo de' Medici. Magic, Ritual and Witchcraft y el relato corto The Spy .
Aakhus también trabajó como directora del Centro de Estudios Interdisciplinarios, y directora de programa de Estudios Internacionales en la University of Southern Indiana. Impartió clases asimismo sobre mitología clásica y mundial, historia de la magia y estudios internacionales.
Murió de cáncer en Evansville, Indiana el 16 de mayo de 2012, un día antes de su cumpleaños 60.º. En ese entonces trabajaba en una novela contemporánea titulada Dogtown.

## Obras
- The Voyage of Mael Duin's Curragh (1990); ISBN 0-934257-31-0
- Daughter of the Boyne (1992); ISBN 0-86327-349-1
- The Sorrows of Tara (1995); ISBN 0-86327-469-2